# اوچور
اوچور (به لاتین: Uchur) یک رود در روسیه است که در یاقوتستان واقع شده‌است.